# Ольгопольский уезд
Ольгопольский уе́зд — административная единица в составе Подольской губернии, существовавшая c 1795 года по 1923 года. Центр — город Ольгополь.

## История
Уезд образован в 1795 году в составе Вознесенского наместничества. В 1797 году уезд вошёл в состав Подольской губернии. В 1923 году уезд был расформирован, на его территории образован Ольгопольский район Тульчинского округа.

## Население
По переписи 1897 года население уезда составляло 284 253 человек, в том числе в городе Ольгополь — 8134 жит.

### Национальный состав
Национальный состав по переписи 1897 года:
- украинцы (малороссы) — 231 991 чел. (81,6 %),
- евреи — 32 555 чел. (11,5 %),
- молдаване — 8135 чел. (2,9 %),
- русские — 6321 чел. (2,2 %),
- поляки — 4325 чел. (1,5 %),

## Административное деление
В 1913 году в состав уезда входило 14 волостей: 
| - Бершадская — м. Бершадь, - Войтовская — с. Войтовка, - Демовская — с. Демовка, - Жабокрычская — с. Жабокрыч, - Каменская — м. Каменка, - Лугская — с. Луги, - Мястковская — м. Мястковка, | - Ободовская — с. Ободовка, - Песчанская — м. Песчанка, - Пятковская — с. Пятковка, - Рашковская — м. Рашков, - Устьянская — с. Устье, - Чеботарская — с. Чеботарка, - Чечельницкая — м. Чечельник. |